# Dominiek Sneppe
Dominiek Sneppe, née le 12 septembre 1973 à Bruges, est une femme politique belge, membre du Vlaams Belang (VB).

## Biographie
Dominiek Sneppe nait le 12 septembre 1973 à Bruges.
Aux élections législatives fédérales de 2019, Dominiek Sneppe est élue à la Chambre des Représentants.